# Григорий Бохемски
Григорий Григориевич Бохемски е руски футболист, нападател. Един от първите чуждестранни футболисти в българския футбол, играл за тима на ФК 13. Най-известен е като нападател на одеския Спортинг Клуб, с който е двукратен шампион на областното първенство.

## Клубна кариера
Започва кариерата си в тима на Вега (Одеса) през 1910 г. През 1911 г. преминава в Спортинг Клуб и в първия си сезон с тима става голмайстор на Одеската футболна лига. Впоследствие е и капитан на тима, като става двукратен шампион на Одеса през 1914 и 1916 г. Отбелязва победния гол във финала през 1914 г. срещу тима на Шереметиевски спортен окръг.
По време на Първата световна война е на фронта, и паралелно играе за армейския клуб РОС. По време на гражданската война в Русия участва на страната на Бялото движение. През 1920 г. емигрира в Османската империя като част от Първи армейски корпус на генерал Кутепов. Там става част от белоемигрантския тим на ФК Галиполи, който през лятото на 1921 г. се установява във Велико Търново и играе приятелски мачове с българските клубове. Впоследствие става част от отбора на ФК 13, където са още Фридрих Клюд и Александър Мартинов.
След престоя си в България Бохемски емигрира първо във Франция, а през 1923 г. се установява в Чехословакия, където играе известно време за емигрантския тим Рус (Прага). Скоро след това е привлечен от отбора на Виктория (Жижков), в който става шампион на страната за студенти и два пъти достига третото място в първенството. В периода 1928 – 1929 г. играе за Железничарски СК в Братислава.

## Национален отбор
През 1913 г. изиграва 1 мач за националния отбор на руската империя – при равенството 1:1 с тима на Норвегия. Същата година става шампион на Руската империя в състава на сборния отбор на Одеса, като отбелязва гол във финала, спечелен срещу тима на Петербург с 4:2.

## Стил на игра
В книгата си „Книга прощания“ писателят Юрий Олеша описва играта на Бохемски като „едно от най-привлекателните зрелища на моето детство“, притежаващ впечатляващ дрибъл, издръжливост и завършващ удар. Според Олеша Бохемски е бил шампион на спринт на 100 метра, а също се е занимавал с висок скок и овчарски скок. Писателят подчертава и движението на нападателя по терена. Бохемски не тича изправен, а приведен напред. Този стил е повторен от Григорий Федотов през 40-те години.
Борис Василев определя играта на Бохемски като „образец на съвършена техника и отлична тактика“.

## Като съдия
През 1927 и 1928 г. е главен съдия на финалния мач за турнира за Купата на Западна Украйна. И в двата случая печели отборът на СК Рус Ужгород.

## Извън футбола
По спомените на писателя Валентин Катаев, в гимназията Бохемски е писал стихотворения „по модата на това време, малко като Северянин“.
Според първата съпруга на Бохемски Зинаида в края на Втората световна война е бил преследван от офицерите на Червената армия, но успява да избегне съветски плен.

## Успехи

### Клубни
- Шампион на Одеса – 1914, 1916

### Национални
- Шампион на Руската империя – 1913

### Индивидуални
- Голмайстор на Одеската футболна лига – 1911/12